# Eustachio I de Grenier
Eustachio I de Grenier (anche Garnier, Granarius, Granerius, Grenarius, Graniers, Gernirs) (... – 15 giugno 1123) è stato un cavaliere medievale fiammingo e un importante signore crociato del Regno di Gerusalemme.
Proveniva da Beaurainville, in Thérouanne nella Francia settentrionale (all'epoca Contea delle Fiandre);
accompagnò Ugo II di Saint Pol alla Prima crociata, al seguito di Goffredo di Buglione.
Anche se probabilmente fu solo una presenza minore durante la crociata vera e propria, partecipò alla Battaglia di Ramla nel 1105.
Nel 1109 era all'assedio di Assedio di Tripoli dove fu uno degli inviati da Baldovino I di Gerusalemme a negoziare tra Guglielmo Giordano e Bertrando di Tolosa, entrambi figli di Raimondo IV di Tolosa, che si contendevano la signoria su Tripoli.
Il 19 dicembre 1111 gli fu conferita la città di Sidone, che era stata conquistata da Baldovino I con l'aiuto di Sigurd I di Norvegia, quest'ultimo partito dalla Norvegia con la crociata norvegese.
Era già Signore di Cesarea, che era stata conquistata nel 1101 e gli era stata data in una data sconosciuta.
Subito dopo, sposò Emelota o Emma, la nipote del patriarca Arnolfo di Rœux e gli fu conferita anche Gerico e le sue rendite, che prima erano di proprietà della Chiesa.
Eustachio prese inoltre parte agli assedi di Shayzar, che non fu conquistata, e di Tiro, che invece cadde. Durante l'assedio di Tiro egli curò la costruzione delle armi da assedio. Nel 1120 fu presente al Concilio di Nablus, convocato da Baldovino II, dove le leggi del regno furono scritte per la prima volta.
Quando Baldovino II fu catturato nel 1123 dagli Artuqidi, Eustachio fu eletto Connestabile e Balivo (reggente) del Regno di Gerusalemme.
Come reggente Eustachio respinse un'invasione proveniente dall'Egitto, alla battaglia di Yibneh il 29 maggio 1123. Morì poco dopo, il 15 giugno dello stesso anno e fu sostituito come Connestabile e Balivo da Guglielmo I di Bures. Fu sepolto a Gerusalemme, nell'abbazia di Santa Maria dei Latini.
Con Emelota egli fu il padre di Eustachio II e Gualtiero,
che gli succedettero, rispettivamente, a Sidone e Cesarea e furono a loro volta nobili importanti.
La sua vedova Emelota in seguito sposò Ugo II du Puiset.

## Ascendenti
Non si sa nulla di certo sugli ascendenti di Eustachius Granerius, molte però sono le ipotesi degli storici fondate su documenti certi. Il primo documento che cita il cognome " cognomento" Granerius è datato 987 e si trova nel cartolario di Saint Cyprien di Poitiers. In questo documento viene nominato un " locum Grenoletum" con Ademarus e Gaufredus figli di Stephanus Granerius e una Goscelina " cognomento" Graneria. I Granerius aquitani sono citati anche con il nome di Granez-Granet ed avevano un feudo a Bouin (Deux-Sèvres) passato alla fine del XIII secolo a Jean Turpain (Jean Turpin) sieur de Puiserie. Il "locum Grenoletum" esiste ancora e viene chiamato Grenouilleau nel comune di Sérigny (Vienne) vicino a Bouin (Deux-Sèvres). Sempre nello stesso cartolario viene anche nominato un "Gauterius cognomento Granerius" che sposò nel 1004 Anna "Alba cognominata" identificata da molti storici con Anna Yolande de Lusignan (990-?) figlia di Ugo III di Lusignan (circa 948-1012). Sempre in Aquitania a Grayan-et-l'Hôpital (Grajane, Grayanne, Granarius in Granea) era presente una sede dell'Ordine di San Giovanni di Gerusalemme. Probabilmente da questa città proveniva anche Armand de Bourdeaux e i suoi nipoti, il templare Odo Graneti e suo fratello Guigue nominati nel cartolario di Richerenches. Con il cognome "Granetario" viene anche nominato nel "Registrum Prioratus de Wetherhal" un Turgis Granetario figlio di Rollone, Signore de Luc-sur-Mer e di Graye-sur-Mer (Normandia) che portò lo stendardo ducale nella battaglia di Hastings che permise a Guglielmo il Conquistatore (1028-1087) di impadronirsi del trono d'Inghilterra. Molto interessante è anche il fatto che Eustachius Granerius viene chiamato anche Gernirs «Princeps Caesariensis Eustachius notus miles, cognomine Gernirs». Gernirs è una variante neolatina di Grenius con la tradizionale perdita della "r" e la sostituzione della "e" al posto della "a", tipica della morfologia fonetica del latino dei franchi e dei sassoni. Eustachius, potrebbe anche essere stato imparentato con Philippus Grenius (Filippo il Cancelliere) maestro della scuola cattedrale di Notre-Dame autore di poesie confluite nei Carmina Burana. Ultime curiosità sulle origini dei Granerius sono: la presenza in Terra Santa del lombardo-piemontese Celsus de Graneriis che appare nel 1120 con Julius Pusterla come autore dell'epitaffio della tomba del milanese Ambrogio della Torre nella chiesa di San Giorgio vicino alla città di Ramla e la presenza di Philippi Granerius, un altro piemontese nominato anche con il cognome "Graneti", come testimone della donazione fatta da Manfredo I di Saluzzo al monastero " de Civitacula" a Santa Maria alla Croce di Tiglieto.

## Discendenti
Gli unici discendenti di Eustachius Granerius ritenuti certi dagli storici sono Giovanni de Grenier, figlio di Giuliano de Grenier, morto nella Cilicia Armena nel 1289 e Margherita, moglie di Guido II Embriaco († 1282), Signore di Gibelletto. Appartenevano probabilmente alla stessa famiglia anche: il Cardinale aquitano Petrum de Granerio-Granerius (circa1170-?) nominato da Papa Innocenzo III (Lotario dei conti di Segni 1160-1216) priore dell'Ospedale S. Spirito in Sassia a Roma;  Petrus Granerius, chiamato anche Petro Granero e Petro Graneto (Granetto), che accompagnò nel 1227 il Marchese Manfredo III di Saluzzo (1218-44), nel giro di conferma dei possedimenti dell'Abbazia cistercense di Casanova; Jacobus Granarius che viene nominato come cittadino del borgo di Tonco che giurò nel 1292 fedeltà al comune di Asti quando gli astigiani sconfissero il marchese Guglielmo VII del Monferrato (1240-1292); Janotus Granerius che nel 1391 viene nominato in un atto firmato a Cipro con Jean de Lusignan figlio bastardo di Ugo IV di Cipro; "Peroninus Granerius" e "Jacobus Granerius" provenienti da Cipro e abitanti di Torino. Altri discendenti plausibili sono considerati dagli storici le famiglie francesi dei d'Agrain, dei de Granet, dei de Grenier e della famiglia italiana dei Graneri di Mercenasco..  Molto dibattute sono le tesi sostenute dallo storico René Grousset (1885-1952)  a favore della famiglia dei de Grenier. Grousset sostenne che questa discendenza fu voluta da Luigi Filippo di Francia quando fece realizzare la sala dei crociati a Versailles, preferendo, per motivi politici,  i cattolici d'Agrain ai protestanti de Grenier.